# Kuibyschewasot
Das russische Unternehmen Kuibyschewasot (russisch АО КуйбышевАзот, englisch KuibyshevAzot OJSC) ist eine russische Firma der chemischen Industrie mit Hauptsitz in Toljatti (Oblast Samara).
Das Werk wurde 1961 wenige Jahre nach Fertigstellung des Kuibyschewer Stausee (Schiguljowskaja GES) unter ihrem ersten Direktor Iwan Andrejewitsch Krasjuk (1921–2007) als Kuibyschewskij asotnotukowyj sawod (KATS, russisch Куйбышевский азотнотуковый завод) gegründet. Die Produktion begann 1965. Seit 1974 wurde Caprolactam, seit 2003 auch Polycaprolactam produziert.
Kuibyschewasot ist auf zwei Geschäftsfeldern tätig: Herstellung von Caprolactam und Produkten daraus (z. B. Polycaprolactam (PA6)) und Herstellung von Ammoniak und Stickstoffdünger. 
Mit einer Jahresproduktion von 190.000 t Caprolactam sowie 150.000 t Ammoniumsulfat und Polyamiden gehört das Unternehmen zu den größten Herstellern in Osteuropa und der GUS. 2014 wurden insgesamt 1,32 Mio. t Dünger auf Ammoniumbasis hergestellt.
Neben eigenen Produktionsanlagen ist Kuibyschewasot auch in Gemeinschaftsunternehmen mit der Linde AG ("Linde Nitrogen Togliatti") und DSM aktiv. Das Gemeinschaftsunternehmen mit Trammo Granifert zur Herstellung von granuliertem Ammoniumsulfat ist inzwischen in vollständigem Kuibyschewasot-Eigentum.

## Deutschland
2011 kaufte Kuibyschewasot den in Rudolstadt-Schwarza ansässigen Kunstfaser-Hersteller STFG Filamente GmbH. STFG nahm 2020  eine PA 6-Compoundieranlage in Betrieb. Die Produktion synthetischer Filamentgarne wurde 2021 beendet. 85 Mitarbeiter sind auf dem Gelände des früheren Chemiefaserkombinates beschäftigt.